# Heart (rockgruppe)
 For alternative betydninger, se Heart. (Se også artikler, som begynder med Heart)
Heart er amerikansk rockgruppe, der har rod i Seattle. Gruppen blev dannet i 1973. Gruppen eksisterer fortsat, idet de eneste medlemmer, der har været med hele vejen, er søstrene Ann og Nancy Wilson.
Gruppen var mest populær i perioden fra omkring 1975 og op gennem 1980'erne. Gruppen har haft hits som "Barracuda", "Tell It Like It Is", "These Dreams", "Alone" og "All I Wanna Do Is Make Love to You" og udgivet tolv studiealbum samt live- og opsamlingsalbum. Heart har solgt over 30 millioner album på verdensplan.

## Diskografi
- Dreamboat Annie (1976)
- Magazine (førsteudgivelse: 1977, genudsendt: 1978)
- Little Queen (1977)
- Dog and Butterfly (1978)
- Bebe le Strange (1980)
- Private Audition (1982)
- Passionworks (1983)
- Heart (1985)
- Bad Animals (1987)
- Brigade (1990)
- Desire Walks On (1993)
- Heart Presents a Lovemongers' Christmas (2001)
- Jupiters Darling (2004)
- Red Velvet Car (2010)
- Fanatic (2012)
- Beautiful Broken (2016)